# Gar Tongtsen Yülsung
 (juillet 2017).
Si vous disposez d'ouvrages ou d'articles de référence ou si vous connaissez des sites web de qualité traitant du thème abordé ici, merci de compléter l'article en donnant les références utiles à sa vérifiabilité et en les liant à la section « Notes et références ».
Gar Tongtsen Yülsung, (tibétain : མགར་སྟོང་བཙན་ཡུལ་སྲུང༌།, Wylie : mgar stong btsan yul srung, pinyin tibétain : ga tong zain yü sung, THL : gar tong tsen yul sung), appelé en chinois Lu Dongzan (chinois simplifié : 禄东赞 ; chinois traditionnel : 祿東贊 ; pinyin : lù dōngzàn) ou Lun Dongzan (論東贊, lùn dōngzàn), né en 590 et décédé en 667, fut Lönchen (chancelier et général) de l'Empire du Tibet (royaume de Pugyäl/Tubo) de 632 ou 633 à sa mort, sous les règnes de Songtsen Gampo, Gungri Gungtsen et Mangsong Mangtsen. Il exerça une régence de fait à partir de 650 en raison du jeune âge des souverains. On lui attribue les réformes et différentes victoires militaires de l’époque, qui permirent l'expansion de l’empire tibétain ainsi que son propre clan, le clan Gar (tibétain : མགར, Wylie : mgar, THL : Gar ; chinois : 噶尔氏, gáěr shì), principal soutien et codétenteur du pouvoir jusqu’à la fin du VIIe siècle. Il passa les dernières années de sa vie sur le territoire du royaume des Tuyuhun (tibétain : 'A-zha), situé sur une partie des actuelles provinces de Qinghai, Sichuan et Gansu) qu'il conquis avec les troupes tibétaines en 663.
Une statue le représente dans une chapelle du palais du Potala, à côté de celles du roi du Tibet Songtsen Gampo et de ses deux épouses, la princesse Wencheng, chinoise, et la princesse Bhrikuti, népalaise.
Son fils aîné, Gar Tsenye Dompu, lui succède au titre de lönchen.

## Carrière
Originaire de Lhünzê dans le Sud du Tibet, il accède à sa fonction vers 632 ou 633 à la suite de la condamnation à mort du chancelier Myang Mang-po-rje accusé de complot.[réf. nécessaire]
On lui attribue d’importantes réformes administratives : Impôts, recensement de la population et division en classes, rédaction d’un code de lois, entre autres.[réf. nécessaire]
Il mène au cours de sa vie des campagnes couronnées de succès contre Zhangzhung, le royaume Xianbei d'A-zha,(conquis en 663 après quatre ans de campagne), les Qiangs, les Tangoutes et l’empire Tang, assisté de ses fils, dont on connaît le nom chinois de Qizeng (chinois : chinois : 起政 ; pinyin : qǐzhèng) et Gar Trinring Tsendro (tibétain : མགར་ཁྲིང་འབྲིང་བཙན་བྲོད་, Wylie : mgar khri vbring btsan brod, THL : Gar Trinring Tsendro ; chinois : 论钦陵 / 論欽陵, lùn qīnlíng ).

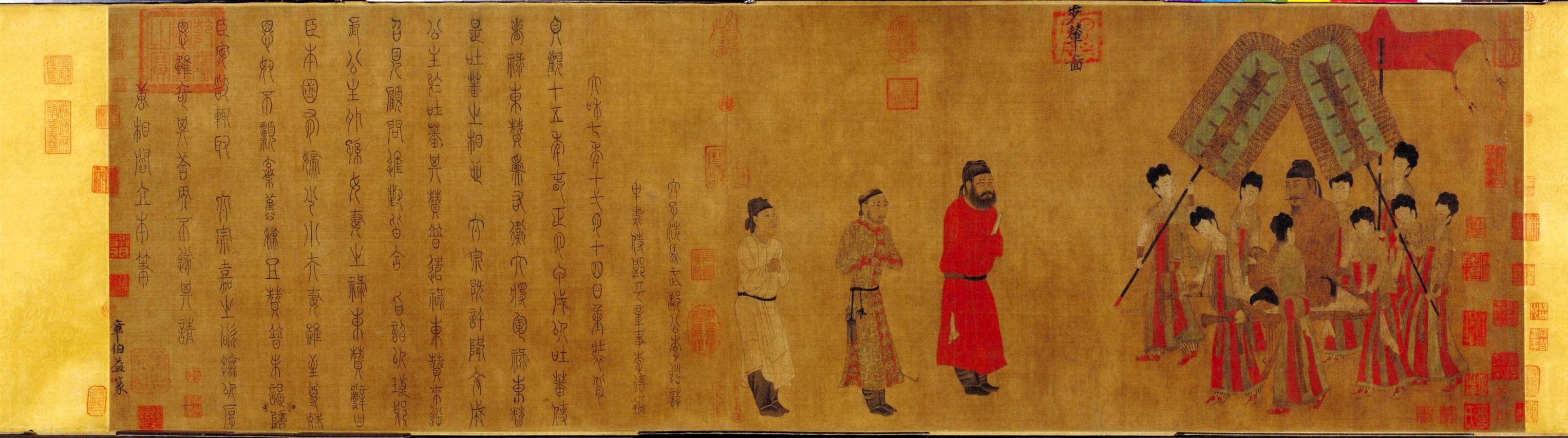
Lu Dongzan et deux aides rencontrent l’empereur Tang Taizong à Chang'an lors de l’ambassade de 640 et sollicitent une entrevue – La Chaise à porteurs (voir Buniantu, de Yan Liben (601 — 671), Musée du palais de Pékin.

Il joue aussi un rôle d’ambassadeur et obtient pour Songtsen Gampo des alliances matrimoniales avec le Népal (639?, princesse Bhrikuti) et la Chine (641, Princesse Wencheng à Songzhou). À cette occasion, l'empereur Taizong qui reconnait en lui un adversaire de valeur le nomme général (右衛大將軍) et tente de le retenir à son service par une alliance qu’il décline.
À sa mort, ses fils et petit-fils Khri-'bring et Zanpo (赞婆, nom chinois) reprennent la régence et le contrôle des opérations militaires, étendant la puissance du Tibet dans les possessions chinoises du bassin du Tarim- royaume du Khotan et Aksou en particulier.

## Légende

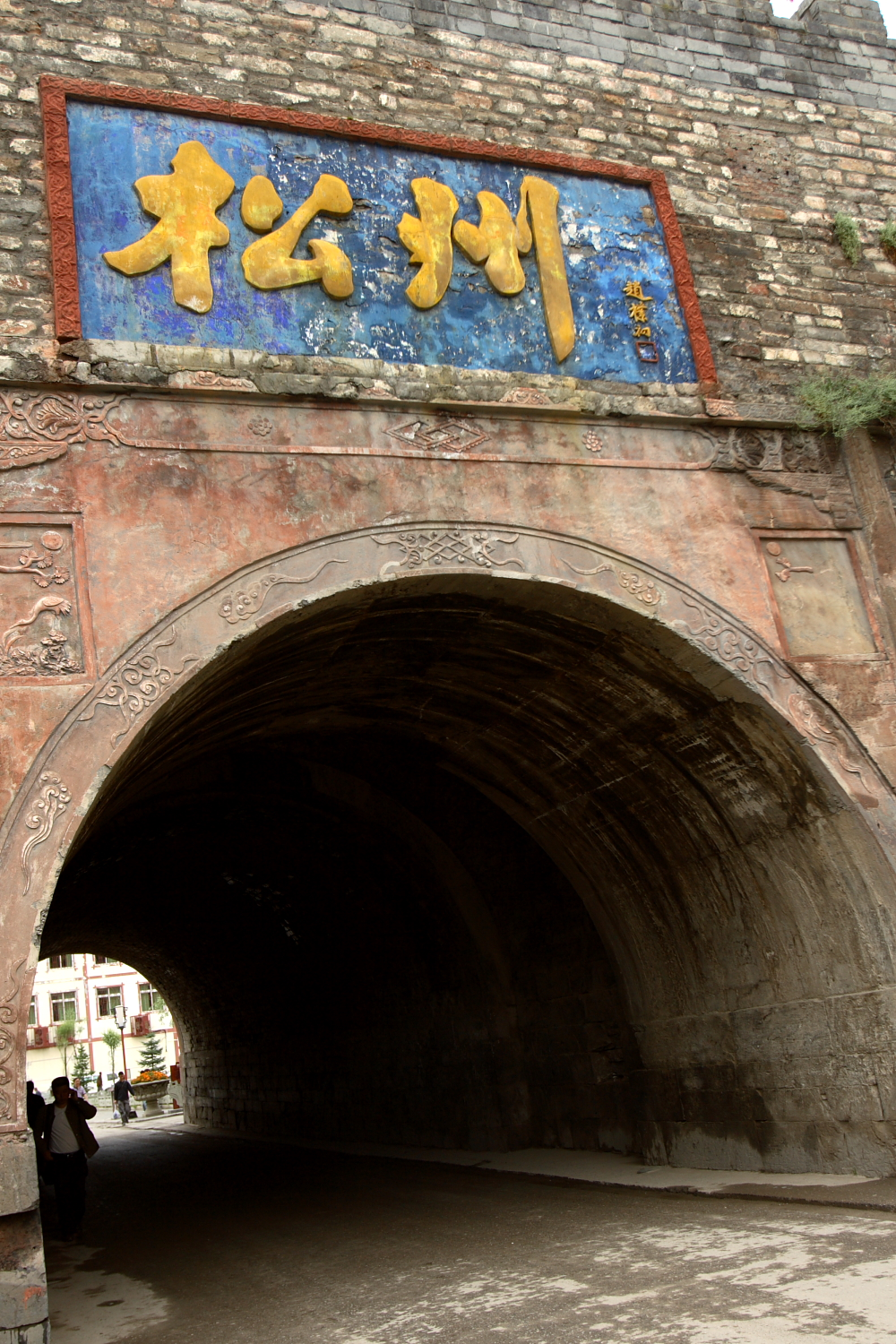
Porte de Songzhou, chez les Qiangs, à la frontière avec le Tibet, lieu ou la princesse Wencheng aurait été mariée avec l'empereur tibétain

En 640, une ambassade menée par Gar Tongtsen Yülsung se rendit à Chang'an en Chine et obtint de l’empereur Tang Taizong une alliance matrimoniale avec une de ses parentes, la princesse Wencheng. Une légende tibétaine évoque la difficulté de l’entreprise en inventant des épreuves en nombre variable que le chancelier surmonte grâce à son intelligence. En voici une version :
De nombreux ambassadeurs étant venus solliciter la main de la princesse, l’empereur de Chine décida de proposer trois épreuves aux candidats.
On leur présenta tout d’abord dix troncs d’arbre coupés, aux extrémités identiques, en leur demandant de quel côté se trouvaient les racines. Gar Tongtsen Yülsung fit tremper les troncs dans l’eau. Il savait en effet que l’extrémité basse est plus lourde que l’autre, et put donner la bonne réponse en observant les troncs s’incliner dans l’eau.
L’empereur fit alors remettre aux ambassadeurs une pierre de jade percée d’un trou en zigzag et leur demanda d’y passer un fil. Tongtsen Yülsung enduisit de miel l’une des extrémités de l’orifice et déposa à l’autre une fourmi ceinturée par un fil. Attirée par le miel et aidée par le souffle du chancelier, la fourmi atteignit l’autre extrémité et le pendentif fut prêt à être porté.
Enfin, les ambassadeurs furent menés devant une écurie abritant cent juments et cent poulains. Il leur fut demandé d’apparier chaque jeune avec sa mère. Tongtsen Yülsung fit séparer une nuit durant les femelles et les jeunes. Le lendemain matin, il laissa sortir les juments une à une. Chaque poulain s’avança pour téter en voyant apparaître sa propre mère, et les couples furent ainsi reconstitués.
Bien entendu, l’empereur n’allait pas lâcher si facilement sa précieuse princesse et soumit Gar Tongtsen Yülsung à une ultime épreuve : l’identifier parmi cinq cents jeunes filles voilées. Mais l’ambassadeur s’était renseigné et connaissait le parfum préféré de la princesse, apprécié également des abeilles. Elles l’aidèrent donc à la retrouver.
L’empereur Taizong en conclut que le roi de Tubo, sachant choisir des hommes de talent pour l’assister, méritait sans nul doute de devenir gendre impérial.